# ایستگاه متروی باکهرست هیل
ایستگاه باکهرست هیل یک ایستگاه از خط مرکزی و از خطوط متروی لندن است؛ که در منطقه باکهرست هیل قرار دارد و در ۲۲ اوت ۱۸۵۶ افتتاح شده است.

## نگارخانه

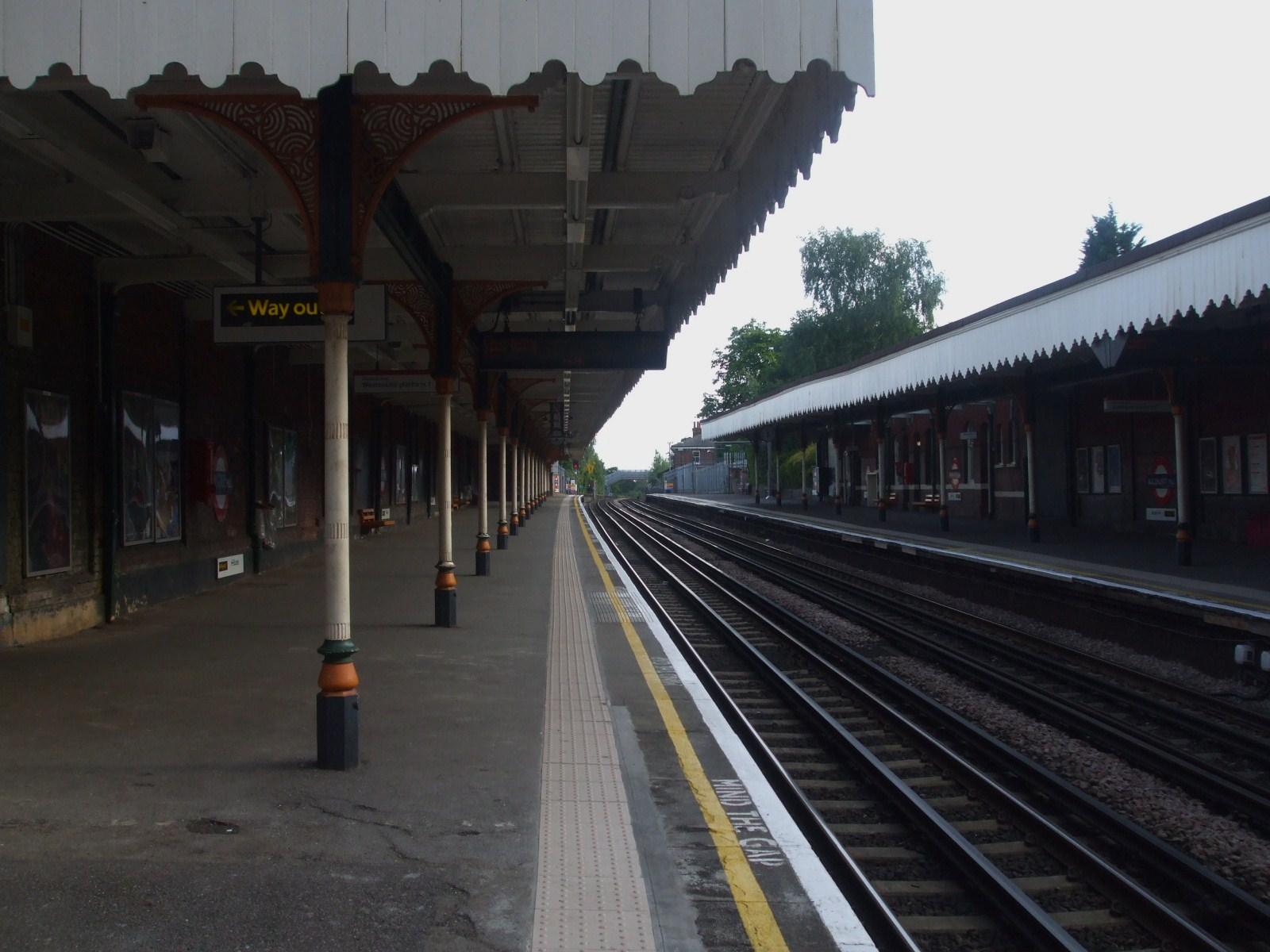
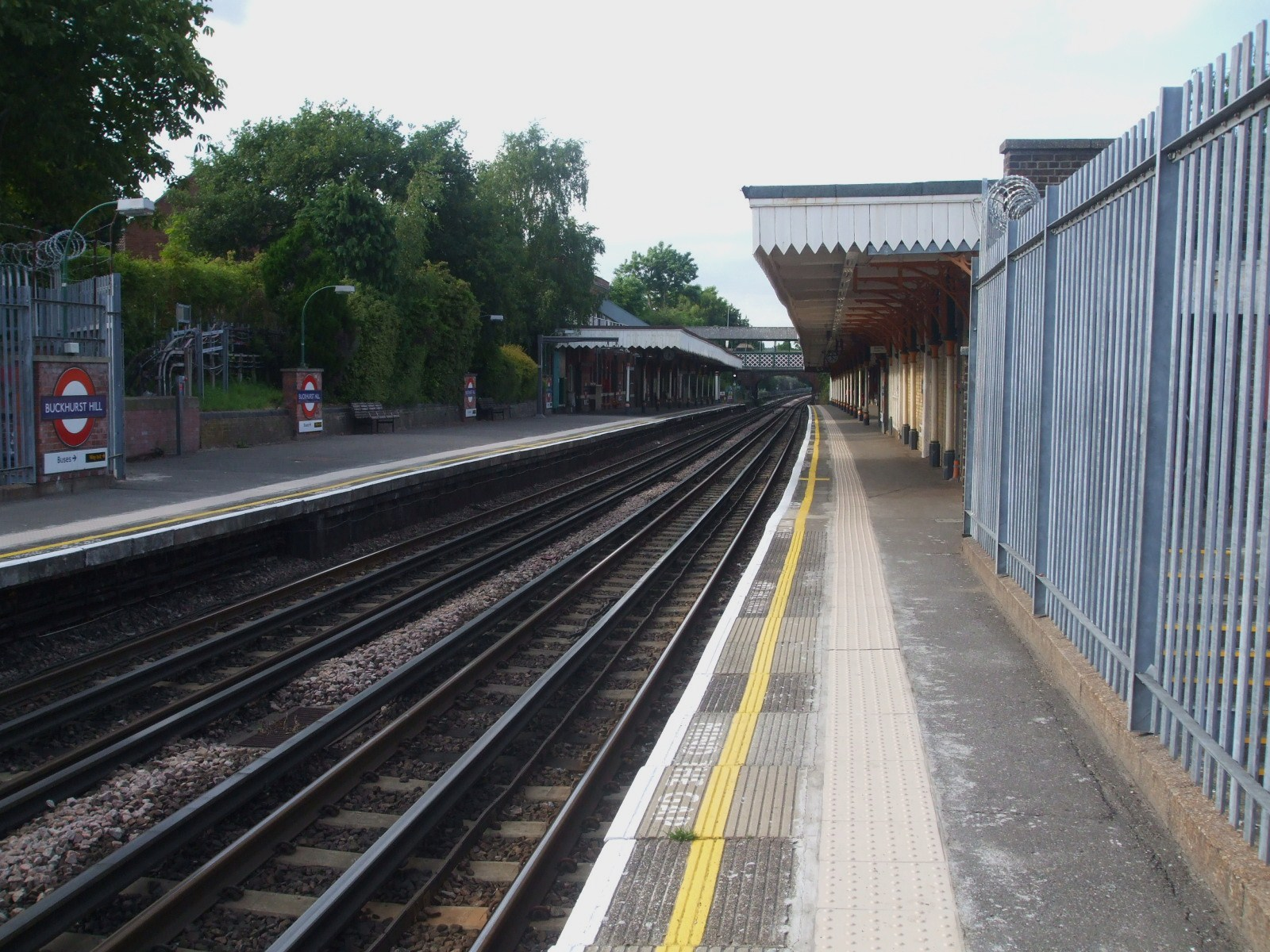
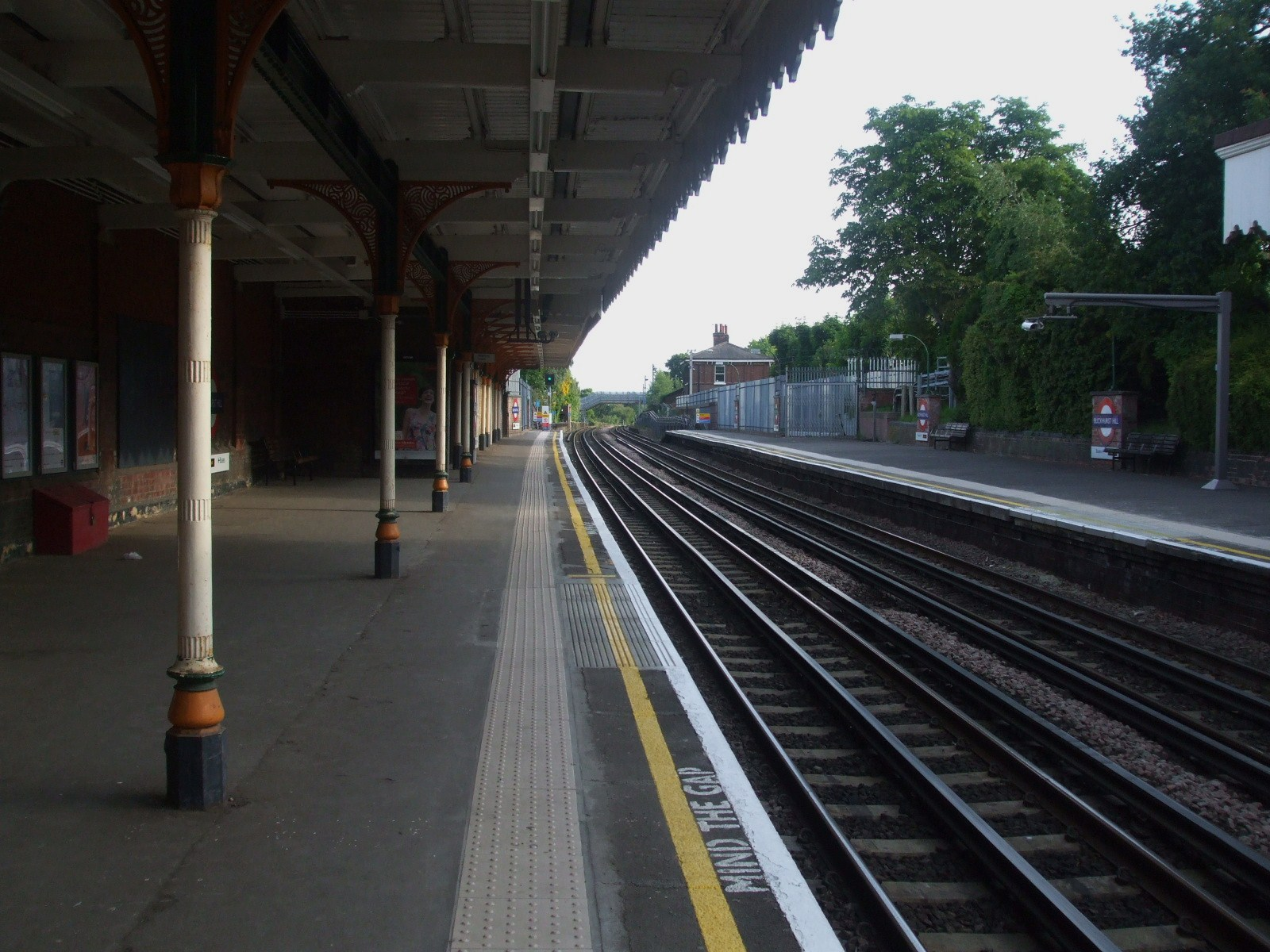
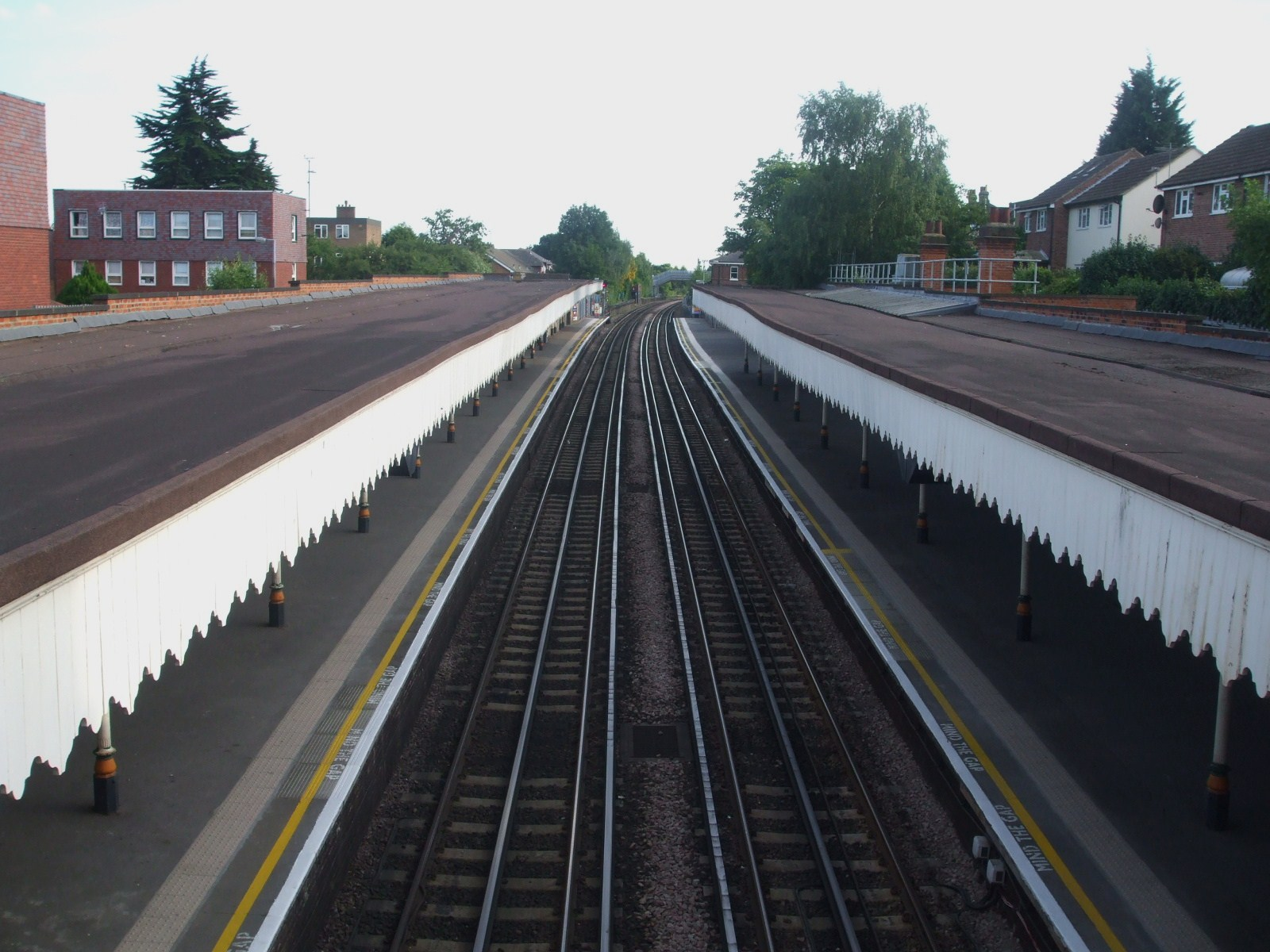
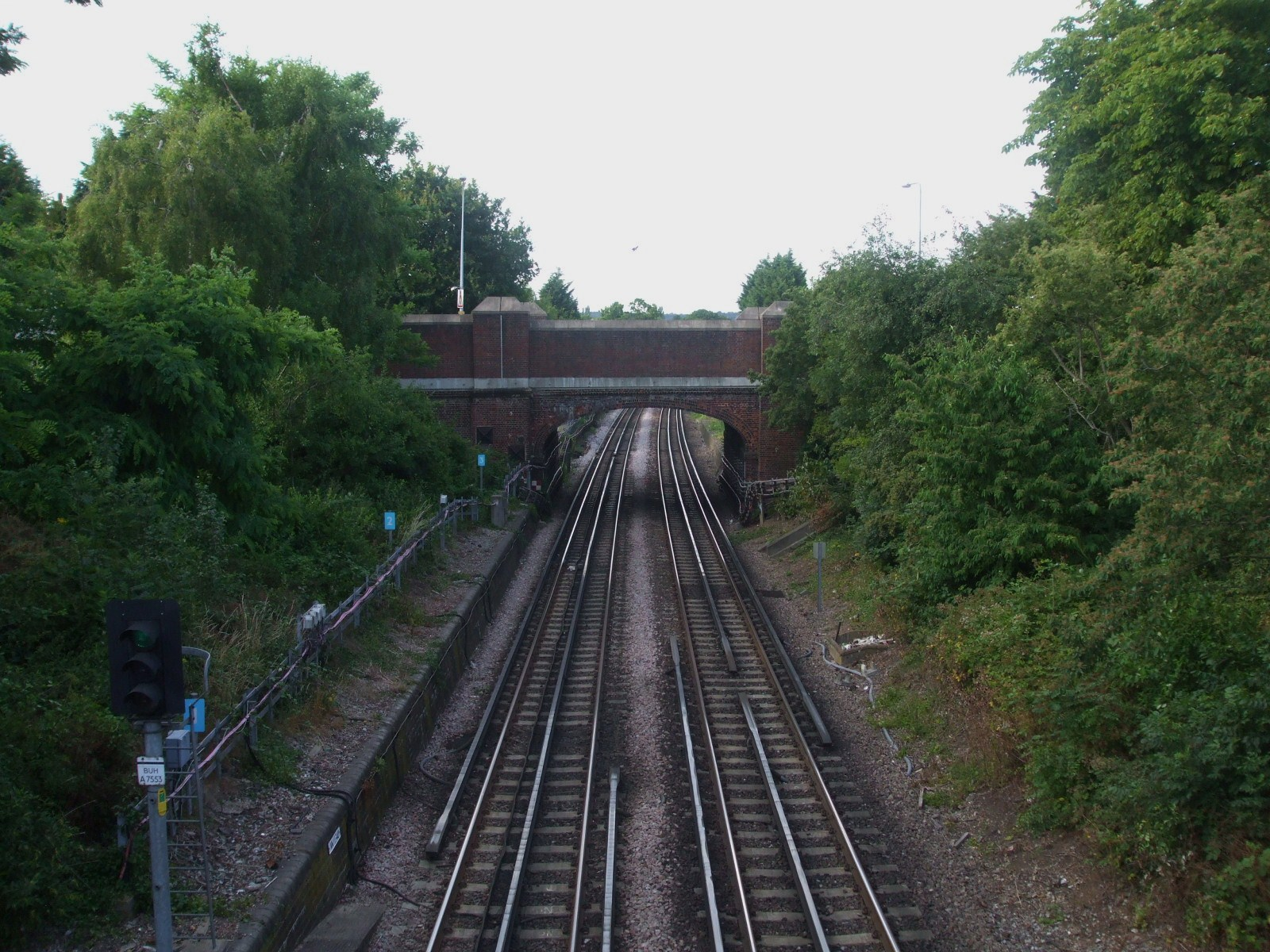
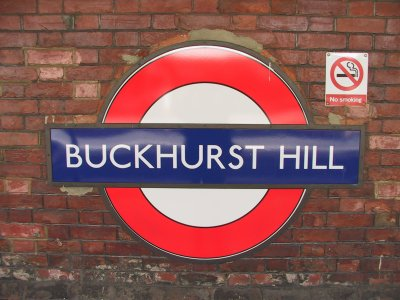

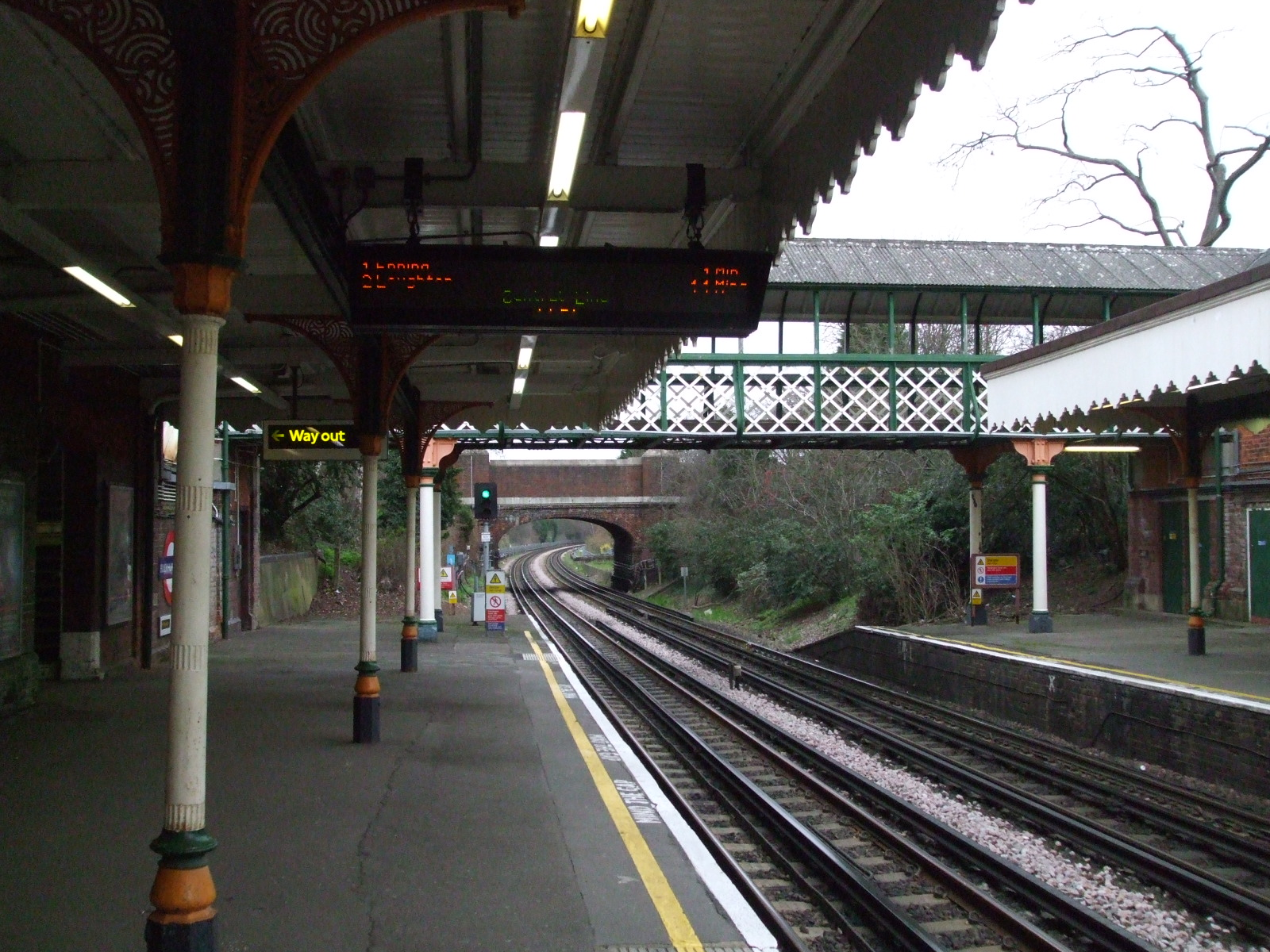
Looking north ("eastbound")
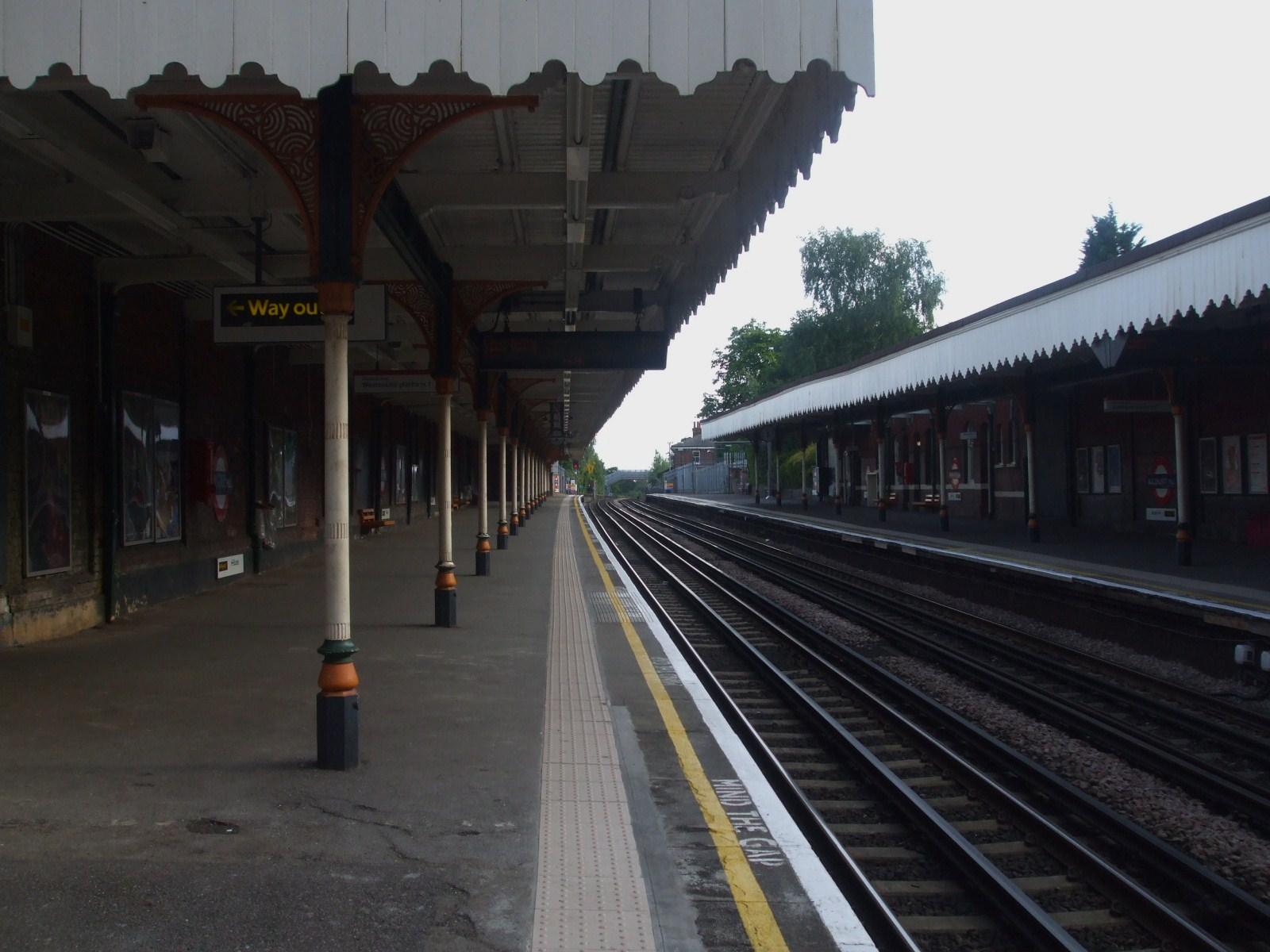
Looking south ("westbound")
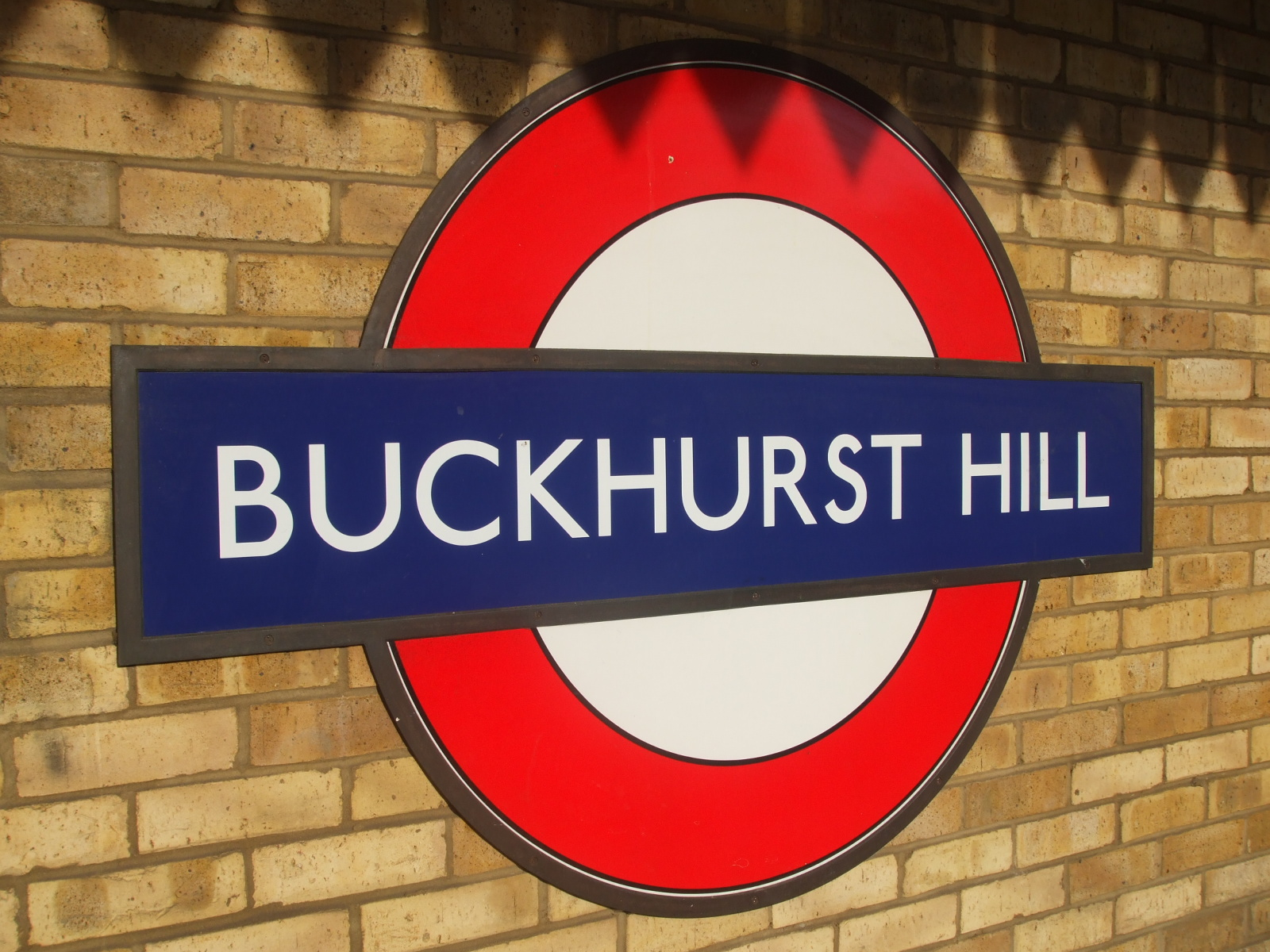
Eastbound platform roundel

| ایستگاه قبلی                                |  | متروی لندن          |  | ایستگاه بعدی          |
| ------------------------------------------- |  | ------------------- |  | --------------------- |
| وودفوردبه سمت ایلینگ برادوی یا رویسلیپ غربی |  | خط مرکزی متروی لندن |  | Loughtonبه سمت Epping |